# Championnat de France féminin de volley-ball 1975-1976
Navigation
Saison précédente Saison suivante
Le Championnat de France de volley-ball féminin, Nationale 1 1975-1976, a opposé les huit meilleures équipes françaises de volley-ball.

## Listes des équipes en compétition
| \| Clamart Lyon Montpellier UC Paris UC RC France Nancy CASG Tourcoing \| Localisation des clubs engagés dans le championnat. |
| Clamart Lyon Montpellier UC Paris UC RC France Nancy CASG Tourcoing                                                           |

| CSM Clamart           |
| ASU Lyon              |
| ASPTT Montpellier     |
| SLUC Nancy            |
| CASG Paris            |
| Paris UC              |
| Racing club de France |
| Tourcoing Sports      |

## Formule de la compétition
- Type championnat : huit équipes en compétition avec quatorze matches aller et retour.

## Saison régulière

### Classement
| # | Équipe       | Pts | J  | G  | P  | SP | SC |
| 1 | Lyon         | 27  | 14 | 13 | 1  | 40 | 8  |
| 2 | Montpellier  | 26  | 14 | 12 | 2  | 40 | 14 |
| 3 | Paris UC     | 22  | 14 | 8  | 6  | 27 | 27 |
| 4 | CASG Paris   | 21  | 14 | 7  | 7  | 23 | 28 |
| 5 | SLUC Nancy   | 20  | 14 | 6  | 8  | 25 | 30 |
| 6 | Clamart      | 19  | 14 | 5  | 9  | 26 | 35 |
| 7 | Tourcoing    | 18  | 14 | 4  | 10 | 22 | 34 |
| 8 | RC de France | 15  | 14 | 1  | 13 | 12 | 39 |

## Bilan de la saison
| Tableau d'Honneur |           |
| Compétition       | Vainqueur |
| Nationale 1       | ASU Lyon  |

| Qualifications européennes 1976-1977 |                   |
| Compétition                          | Qualifiés         |
| Coupe d'Europe des Clubs Champions   | ASU Lyon          |
| Coupe des vainqueurs de Coupes       | ASPTT Montpellier |

| Promotions et relégations |                               |
| Relégués en Nationale 2   | Tourcoing Sports RC de France |
| Promus de Nationale 2     | Montpellier UC CASO Nanterre  |